# Аллен, Розанилин
Розалинд Аллен (англ. Rosalind Allen; род. 23 сентября 1957 года) — новозеландская актриса.

## Биография
Родилась в Новой Зеландии, где и обучалась актёрскому мастерству, после чего переехала в Соединённые Штаты Америки.

## Фильмография

### Роли в кино
1. 1985 — Идеально — Стерлинг
2. 1986 — 8 миллионов способов умереть — Розалинд Инджеллей
3. 1986 — В опасной близости — миссис МакДональд
4. 1990 — Трое мужчин и маленькая леди — rрасивая девушка
5. 1991 — Сын тьмы 2 — Нина
6. 1991 — Дети кукурузы 2: Последняя жертва — Анжела Касуал
7. 1994 — Голый пистолет 33⅓: Последний выпад — Бобби
8. 1994 — Любовный роман
9. 1996 — Мать — женщина на автозаправочной станции
10. 1996 — Плохой Пиноккио — Дженнифер Гаррик
11. 1999 — Хайджек — Дженнифер Бентон
12. 2000 — Мартовские иды — Элис Джонстон

### Роли в телесериалах
1. 1970 — Все мои дети — Сильвер Кейн
2. 1978 — Даллас — Энни Эвинг
3. 1982 — Ти. Дж. Хукер — Джуди
4. 1982 — Рыцарь дорог — автомобильный покупатель
5. 1982 — Сент-Элсвер — Беверли Колфакс
6. 1984 — Быстрое течение — официантка
7. 1984 — Санта-Барбара — Гретчен Ричардс
8. 1984 — Скрываемый факт — Холли Ватсон
9. 1986 — Вэлери — Регина
10. 1986 — Мэтлок — Линда Майклс
11. 1986 — Закон Лос-Анджелеса — офицер Сандра Дэвис
12. 1986 — Создавая женщину — Терри Вилдер
13. 1987 — Джейк и толстяк — Шерри Менвил
14. 1987 — Звездный путь: Следующее поколение — Яанар
15. 1988 — Кошмары Фредди — миссис Лов
16. 1989 — Сайнфелд — Дайана
17. 1990 — Как в кино — Лорен
18. 1991 — Большой ремонт — Келли Барнс
19. 1991 — Шелковые сети — мисс Джексон
20. 1993 — Подводная Одиссея — доктор Венди Смит
21. 1993 — Парень познаёт мир — Сьюзан
22. 1994 — Прикосновение ангела — Эви Мэтьёс
23. 1995 — Одно убийство — Сьюзан Лаусон
24. 1994 — Земля обетованная — Дженни Лилиенталь
25. 1997 — Вне веры: Правда или ложь — Барб Новью
26. 2000 — Титус: Правитель гаража — стюардесса № 2